# 선택 (2003년 영화)
"선택"(The Road Taken)은 비전향 장기수를 소재로 한 홍기선 감독의 영화이다. 45년 간 수감생활을 한 실존 인물 김선명이 주인공이다.

## 줄거리
일본이 태평양 전쟁에서 패한 뒤, 스물다섯 살의 김선명은 모든 사람이 잘 살 수 있다는 말에 조선민주주의인민공화국을 선택하나 한국 전쟁 와중에 포로가 되고 만다. 여러 감방을 전전하면서 기약 없는 감옥 생활이 수십 년 동안 계속되고, 어느 날부터인가 김선명이 갇힌 대전교도소에서는 좌파 수감자들을 대상으로 무자비한 전향공작이 벌어진다. 끊임없는 폭력과 회유 속에서 그는 동료 수감자들과 함께 저항한다.

## 캐스팅
- 김중기 - 김선명 역
- 안석환 - 오태식 역
- 최일화 - 안학섭 역
- 고동업 - 종달이 역
- 임일찬 - 고상구 역
- 유형관 - 박윤기 역
- 권태원 - 송도영 역
- 홍석연 - 개눈깔 교도관 역
- 박태경 - 곰보 교도관 역
- 이지상 - 조동지 역
- 주부진 - 어머니 역
- 박수일 - 검사 역
- 정미남 - 소지 2 역
- 설주영 - 여동생 역
- 금동현 - 김 동지 역
- 김진호 - 좌익수 3 역
- 민아령 - 다방 레지 2 역
- 김선명 - 본인 역
- 안학섭 - 본인 역
- 손병호 - 본인 역
- 엄춘배 - 본인 역
- 박철민 - 본인 역
- 박충선 - 본인 역
- 김주연 - 본인 역

## 수상 기록
- 2002년 부산국제영화제 관객상
- 2003년 제13회 민족예술상[1]

## 같이 보기
- 송환

## 참고자료
- 김종연 (2003년 10월 21일). “정치적인 소재의 공감할 수 있는 드라마화，<선택>”. 씨네21. 2008년 1월 27일에 확인함.[깨진 링크(과거 내용 찾기)]
- 박창환 (2003년 10월 29일). “0.75평의 자유를 선택한 이야기 - 영화 <선택>의 감독·배우·시나리오 작가를 만나다”. 오마이뉴스. 2008년 5월 27일에 확인함.